# 禹山镇
禹山镇，原名南山乡，中华人民共和国湖南省岳阳市华容县下属的一个镇，位于华容县南部。

## 建制沿革
- 1956年，设南山乡；
- 1958年，改南山公社；
- 1983年，改置南山乡。
- 2016年1月19日，经两乡人民政府同意，终南乡与南山乡合并为禹山镇。[1]

## 行政区划
禹山镇下辖1个居委会、22个行政村、3个场。
- 南山居委会
- 南竹村、南山村、繁荣村、西湖村、翠峰村、荆竹村、华兴村、新龙村、莲花村、南圻村、毛岭村、危岭村、冠军村、双花村、青山村、建华村、双莲村、石山村、向华村、河口村、桥梁村、虎尾村
- 虎尾渔场、药场、北汊水库、东湖渔场、花兰窖电排站